# Айфель (акведук)
50°30′46″ пн. ш. 6°36′39″ сх. д. / 50.5127° пн. ш. 6.6108° сх. д.
Акведук Айфель — один з найдовших акведуків Римської імперії. Спорудження такого рівня є наочною демонстрацією інженерного мистецтва давньоримських інженерів, 
чий рівень майстерності був забутий у середньовіччя.
Акведук Айфель,
будівництво якого було закінчено в 80 році по Р. Х., ніс свої води на відстань понад 95 км з гір Айфель (розташованих на території сучасної Німеччини) у древнє місто Colonia Claudia Ara Agrippinensium (сучасний Кельн) . 
Якщо ж враховувати додаткові ділянки акведука, що ведуть до джерел,
то його довжина складе 130 км. 
На відміну від більшості інших римських акведуків Айфель був спроектований таким чином, 
щоб лише мінімально необхідна частина його конструкцій проходила по поверхні. 
Акведук практично на всьому своєму протязі розташований під землею, що захищало його від пошкоджень і замерзання,
і вода в ньому рухається виключно під дією гравітації без будь-яких додаткових пристроїв. 
Акведук Айфель також має у своєму складі кілька мостів (довжиною до 1400 м), будівництво яких було необхідно для подолання рівнин і річок.

## Історія

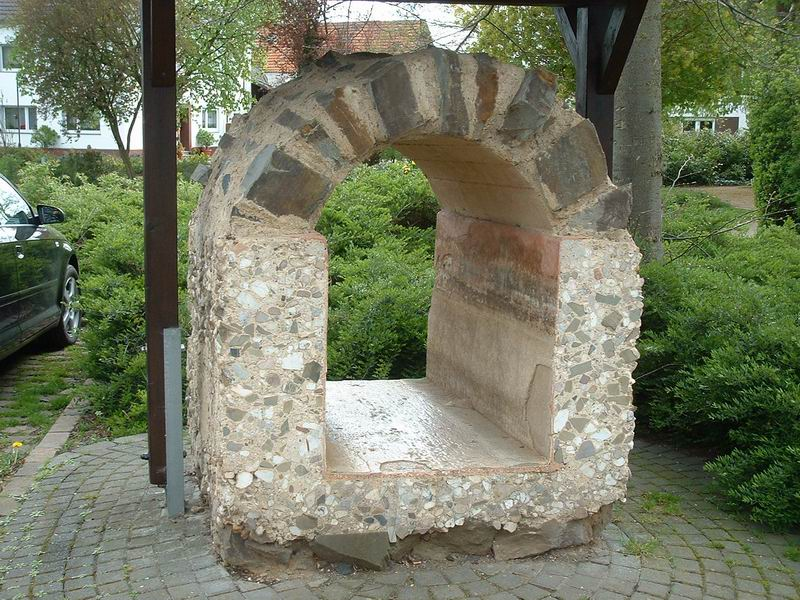
Невелика частина акведука Айфель, що збереглася в Бушхофен, неподалік від Бонна

До спорудження акведука Айфель Colonia Claudia Ara Agrippinensium отримувало воду з акведука Форгебірге («передгір'я»), що постачав воду з джерел регіону Вілль і прямував на захід міста. 
З ростом населення пропускної здатності цього акведука стало не вистачати,
крім того його джерела періодично пересихали, а вода містила мул. 
Для вирішення цієї проблеми було прийнято рішення побудувати акведук, що має свій виток в горах Айфель.
Акведук Айфель був побудований у північній частині регіону. 
Будували його з каменю та бетону, у формі арки.
Його максимальна пропускна здатність становила 20 000 м³ питної води в день. 
Вода з акведука Айфель використовувалися для живлення фонтанів, лазень і приватних будинків. 
Акведук без перерв використовувався аж до 260 року,
коли він був частково зруйнований під час перших набігів германських племен. 
Після цього його так і не відновили, а Colonia Claudia Ara Agrippinensium отримувала воду тільки від акведука Форгебірге.

## Маршрут
Акведук Айфель починався у джерела біля Неттерсгайму у долині річки Урфт. 
Потім по рівнині прямував до комуни Калль, де перетинав вододіл Маасу та Рейну. 
Римські інженери вибрали це місце для подолання вододілу для того, 
щоб не будувати насоси та тунель. 
Потім акведук прямував паралельно північному пасму гір Айфель, 
перетинаючи річку Ерфт біля селища Кройцвайнгартен (у районі Ойскірхен) і річку Свист - тут 
він був арковим мостом. 
У районі селища Коттенфорст, на північний захід від Бонна,
акведук Айфель проходив через височину Форгебірге. 

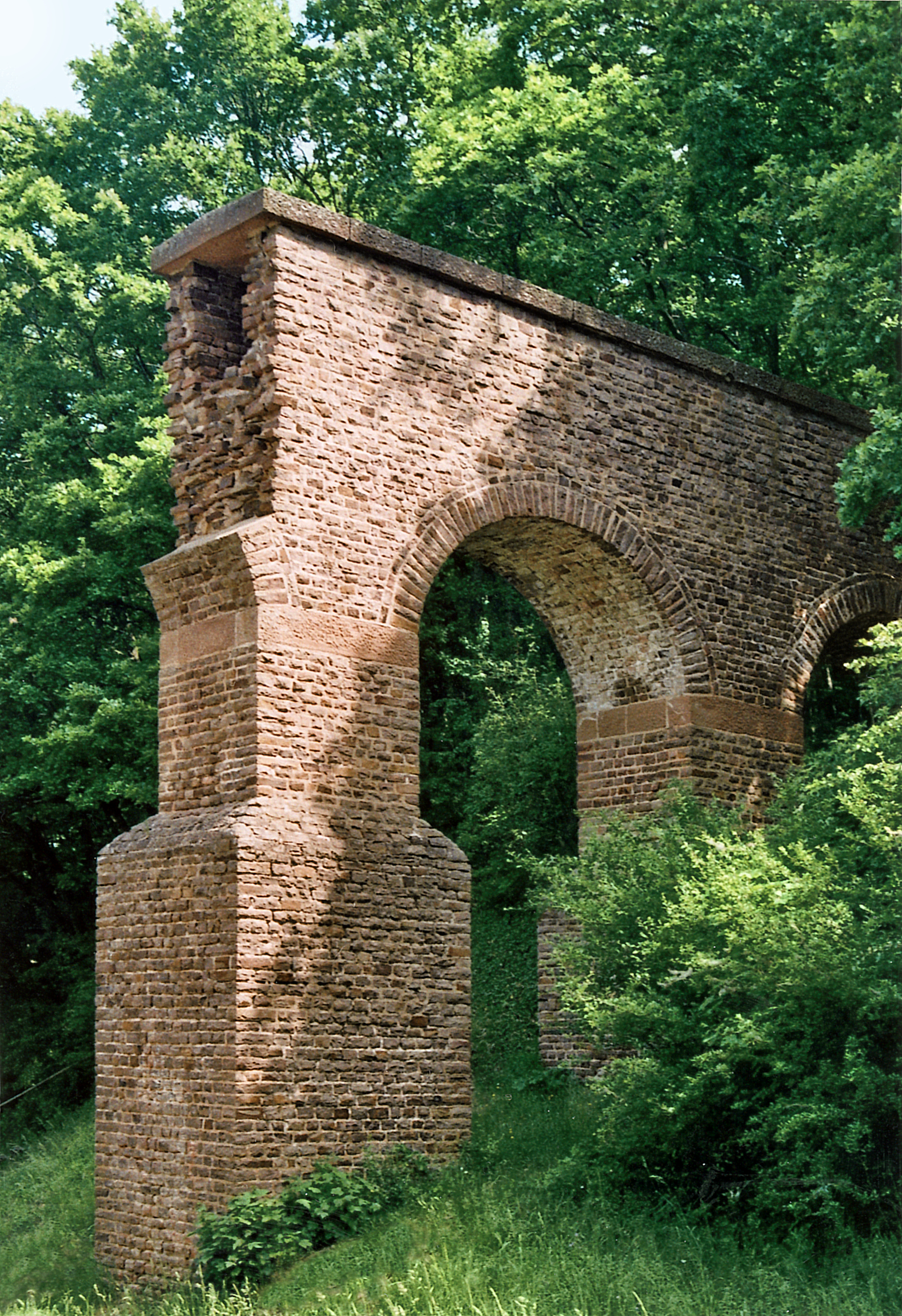
Реконструйована частина акведука біля Мегерніх-Фуссем

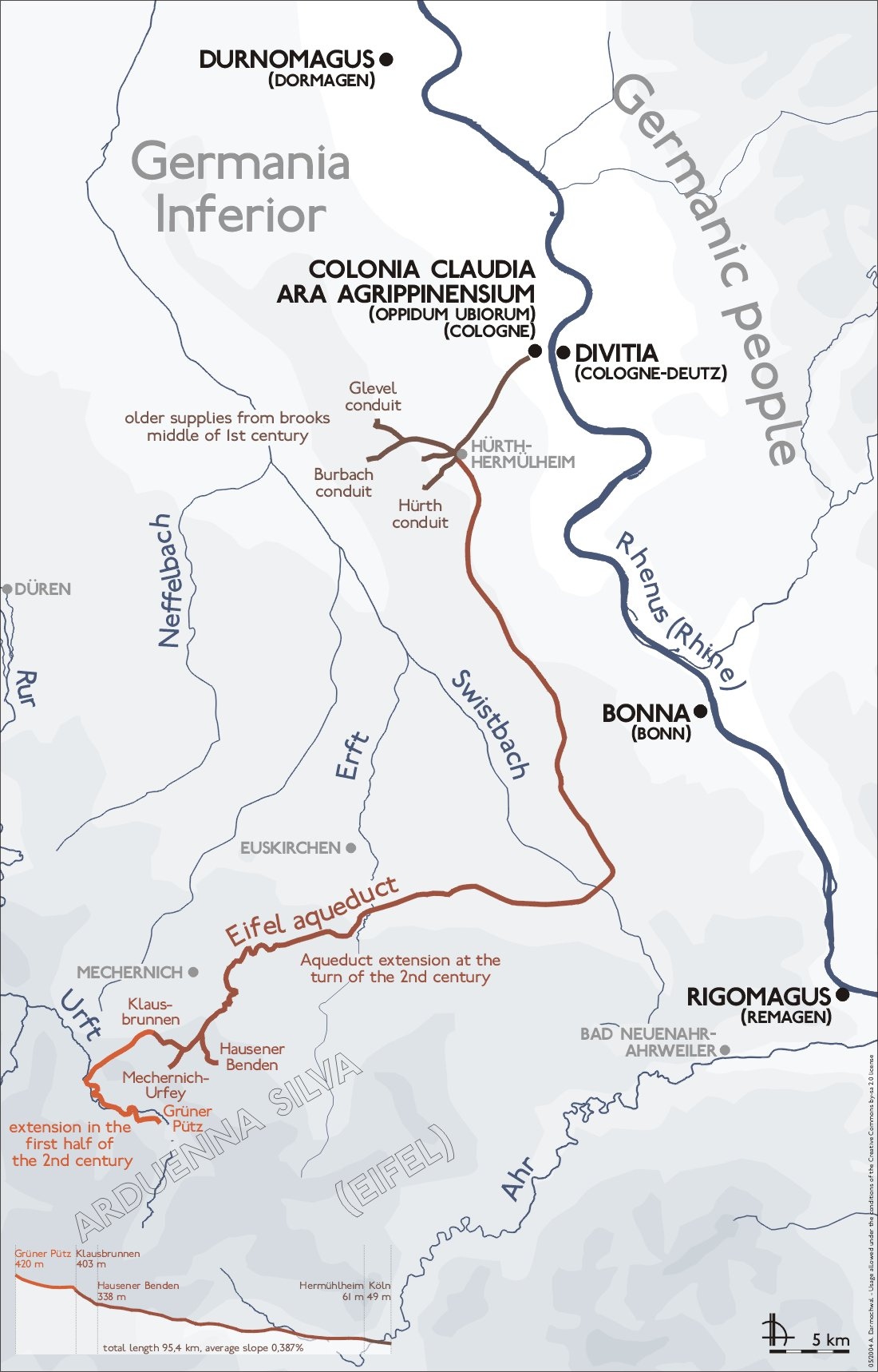
Карта проходження акведука Айфель (червоним)

Нарешті, прямував через Брюль і Гюрт і закінчувався у Кельні. 
З основною спорудою також з'єднувалися акведуками декілька додаткових джерел, що відповідали римським суворим стандартам якості води.

## Архітектура
Для захисту від морозів велика частина акведука Айфель була прокладена не по поверхні, 
а на глибині 1 м під землею. 
Археологічні розкопки показали, що римські інженери робили кам'яну підкладку, на яку ставилася U-подібна труба з каменів або бетону,
а поверх неї встановлювалася захисна дах-арка з обрізаних каменів, скріплених вапняним розчином.
Для додання U-подібної форми трубі з бетону і при формуванні захисного даху використовувалися колоди і дошки. 
Частинки дерева були знайдені в бетоні через 2000 років. Внутрішня ширина акведука дорівнювала 70 см, висота - 1 м,
тобто при необхідності працівник міг увійти всередину акведука для проведення ремонтних робіт. 
Зовні акведук був оштукатурений для захисту від бруду і дощової води. 
У кількох місцях застосовувалася дренажна система для відводу грунтових вод.
Внутрішня сторона акведука також була оштукатурена;
тут застосовувалася червона штукатурка під назвою opus signinum. 
Вона складалася з негашеного вапна і товчених цегли. 
Цей розчин набирав міцності під впливом води і запобігав витоку джерельної води назовні. 
Невеликі тріщини зашпаровувалися золою дерева.

## Джерела акведука

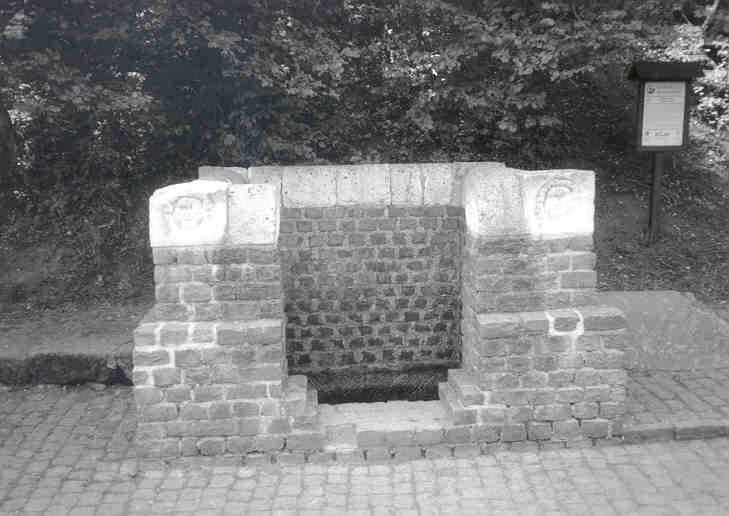
Джерело Грюнер-Пюц відзначено римським басейном

## Функціонування акведука

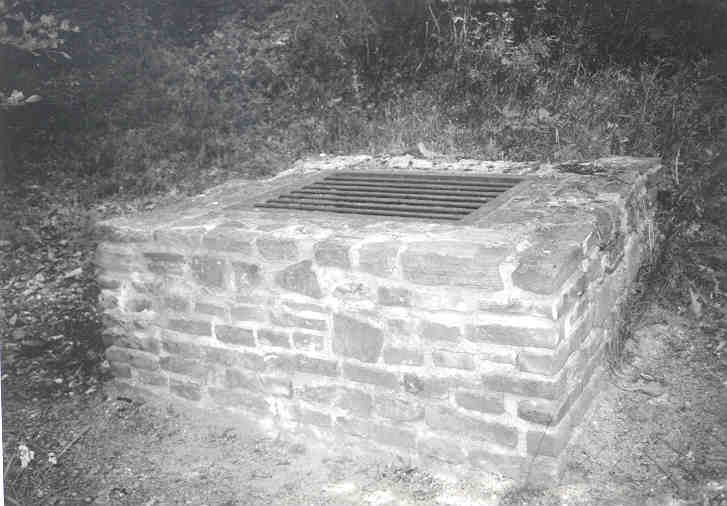
Обслуговуючий персонал міг потрапити всередину акведука через шахти, подібні до цієї